# Риса

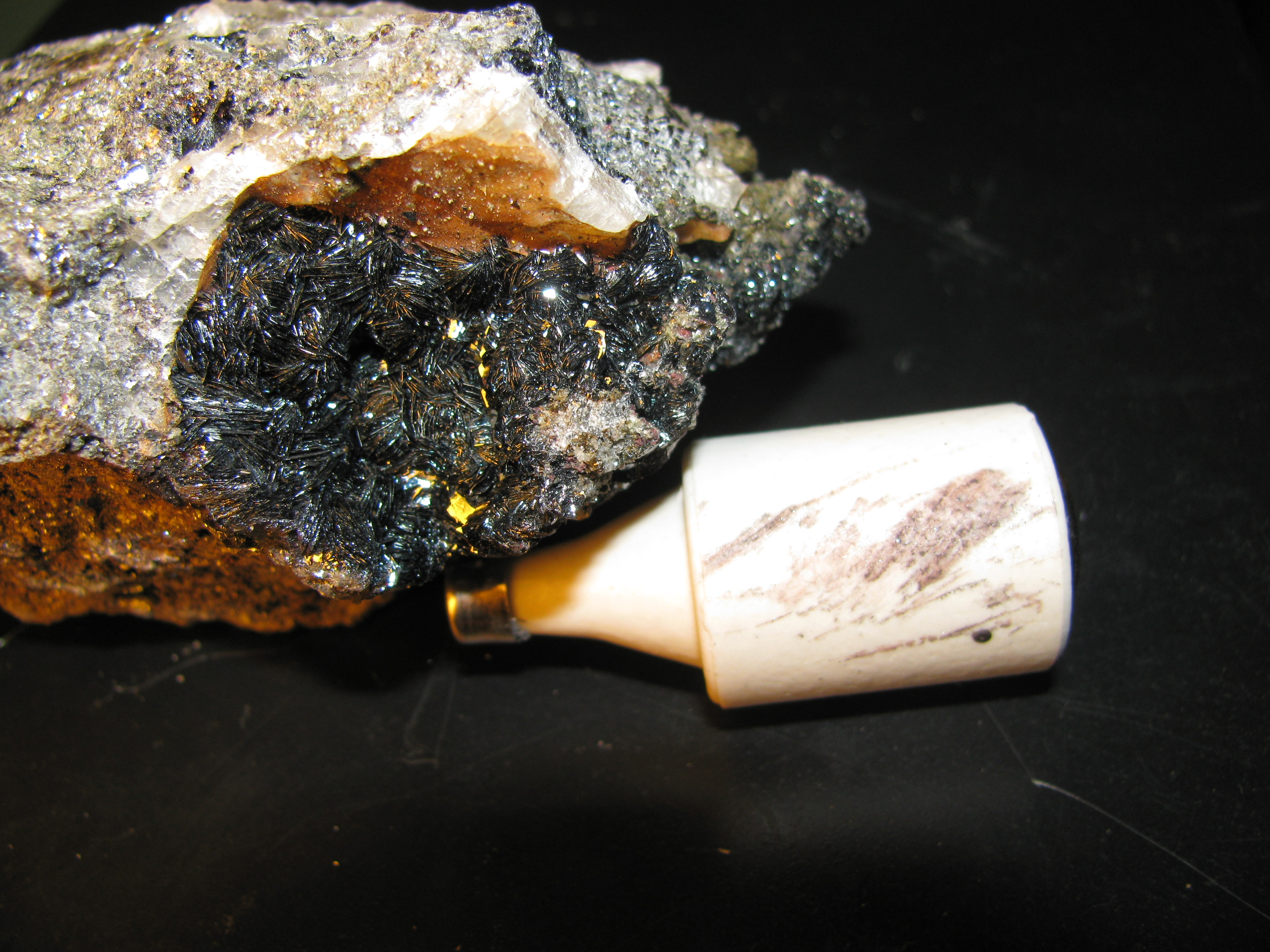
Гематит і його риса на порцеляновій поверхні

Ри́са, ри́ска, також колір риси — в мінералогії — колір тонкого порошку мінералу, який він залишає у вигляді сліду на неглазурованій порцеляновій пластинці. Мінерали з псевдохроматичним забарвленням дають рису білу, а при алохроматичному забарвленні колір риси залежить від домішок. У мінералів з металічним блиском найчастіше буває риса різних відтінків чорного кольору. У порівнянні з кольором мінералів колір риси більш сталий, внаслідок чого він має важливе діагностичне значення.